# 카밀로 뮐러

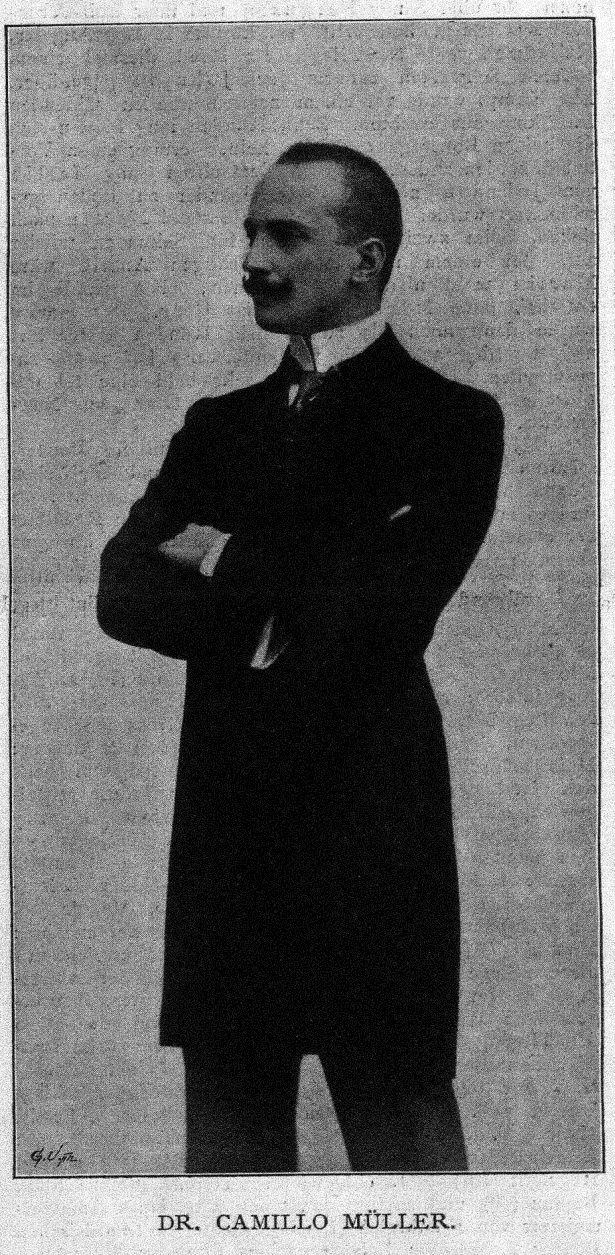

카밀로 뮐러(독일어: Camillo Müller, 1870년 1월 2일 ~ ?)는 오스트리아의 사브르 펜싱 선수로 1900년 하계 올림픽에 참가했다.
사브르 개인전에 출전했으며 결선까지 진출했으나 8위에 머물렀다.